# ۱۴۷ (پیش از میلاد)
۱۴۷ (پیش از میلاد) ۱۴۷مین سال قبل از تقویم میلادی است.